# Blå Jungfrun östra
Blå Jungfrun östra var en av två fyrar på ön Blå Jungfrun. Fyren släcktes ned av Sjöfartsverket år 2002. Den är sedan 2004 nedmonterad och flyttad till Södra Långgatan i Oskarshamns centralort, där den numer utgör en del av stadsbilden. Den andra Blå Jungfrun västra är också släckt men står kvar.

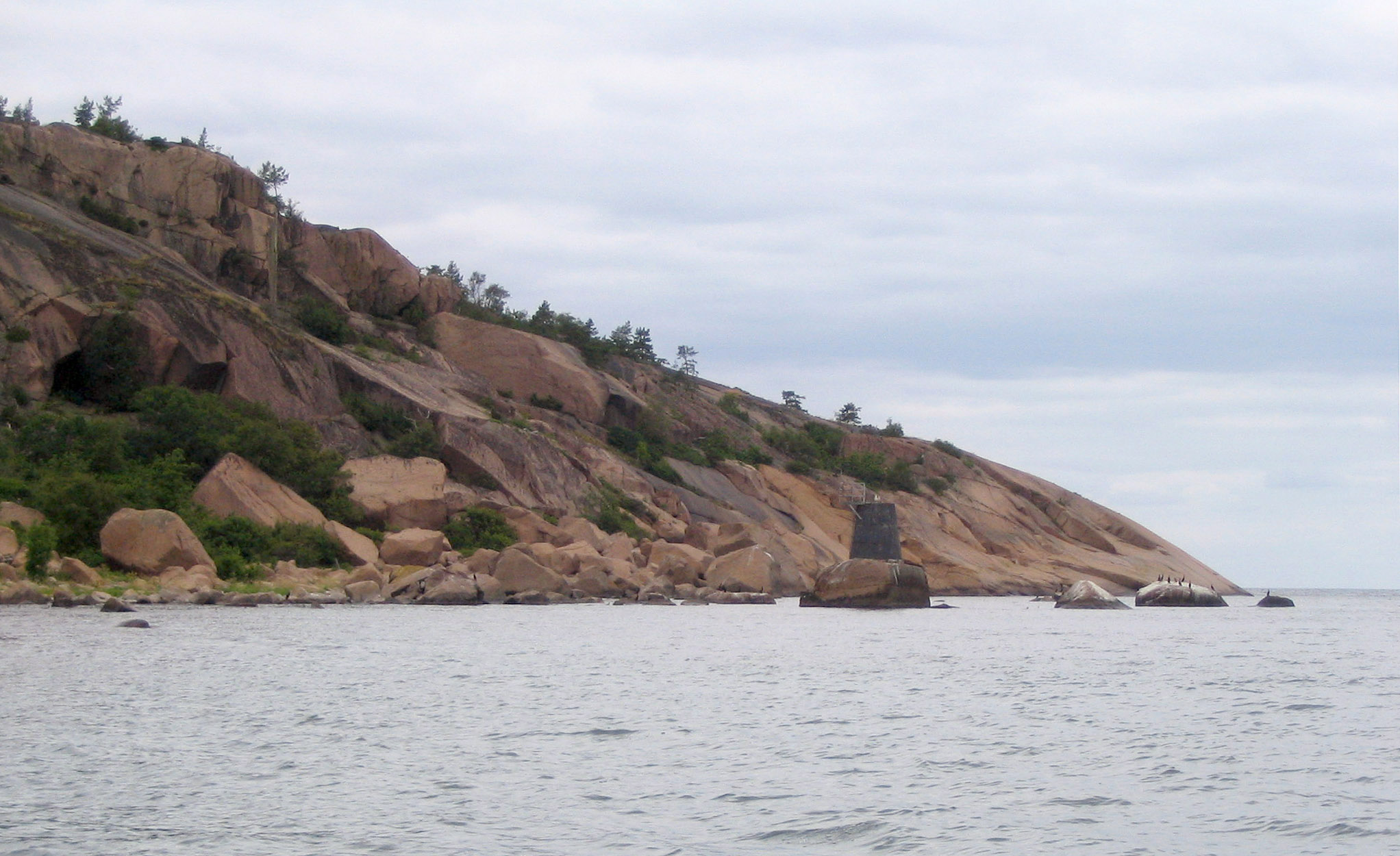
Fyrens svarta fundament står ännu kvar på ön Blå Jungfruns östra sida. Den ursprungliga positionen var